# Fú-zhōu-huà
Fu-zhou-hua er en kinesisk dialekt, som tales i Fuzhou og få andre steder i Kina.
| Sprog | Spire Denne artikel om sprog er en spire som bør udbygges. Du er velkommen til at hjælpe Wikipedia ved at udvide den. |